# Synopeas curvicauda
Synopeas curvicauda är en stekelart som först beskrevs av Förster 1856.  Synopeas curvicauda ingår i släktet Synopeas och familjen gallmyggesteklar. Arten är reproducerande i Sverige. Inga underarter finns listade i Catalogue of Life.